# Polybothris ochreata
Polybothris ochreata es una especie de escarabajo del género Polybothris, familia Buprestidae. Fue descrita científicamente por Olivier en 1790.

## Distribución geográfica
Habita en la región afrotropical.